# Odontellaceae
Famille
Les Odontellaceae sont une famille d'algues de l'embranchement des Bacillariophyta (Diatomées), de la classe des Mediophyceae et de l’ordre des Eupodiscales.

## Étymologie
Le nom de la famille vient du genre type Odontella, dérivé du grec ὀδούς / odoús, dent, et du suffixe -ella, petite.

## Description
Le genre type Odontella se présente sous forme de cellules oblongues en vue de ceinture, avec de longues "épines" et des élévations apicales proéminentes. Il forme souvent des chaînes liées par un processus d'épines tubulaires qui se croisent. Les plastides sont nombreux, petits et discoïdes.
Les valves sont elliptiques ou lancéolées, sans séparation entre la face et le manteau (mantle). La face valvulaire est lisse ou à grains fins, pourvue de spinules ou épines, parfois avec deux arêtes (qui peuvent être fimbrié) courant de part et d'autre délimitant une zone elliptique au centre.
A chaque extrémité se trouve une élévation, tantôt basse et émoussée, tantôt cornée, qui porte un ocelle (ocellus). La paroi est loculée (loculate), avec des pores externes fins et des foramens internes ronds. Le bord du manteau de la valve est parfois recourbé de sorte qu'une rainure s'étend juste au-dessus du bord libre.
Les épines, de longueur très variable, sont en fait les tubes de sortie des rimoportules, et sont placées au centre des valves ou près des bases des élévations, diagonalement opposées ; ils peuvent avoir de petites spinules apicales.
À l'intérieur, les rimoportules sont sessiles et reposent dans de légères dépressions. Les copules (copula) sont fendues, avec des ligules (ligula) et des fimbriae groupés le long du bord de l’advalvar ; les aréoles sont simples, en rangées verticales.
La valvocopule (valvocopula) est modifiée pour s'adapter au bord « sculpté » du manteau de la valve.
Note : le vocabulaire ci-dessus, spécifique aux diatomées (notamment les mots en italique), est explicité dans le glossaire anglophone cité en référence.

## Distribution
Le genre type Odontella est marine, planctonique ou épiphyte..
Très abondant dans tous les océans.

## Liste des genres
Selon AlgaeBase (8 août 2022) :
- Amphitetras Ehrenberg, 1840
- Diommatetras S.Komura, 2001
- Odontella C.Agardh, 1832
- Pseudictyota P.A.Sims & D.M.Williams, 2018

## Systématique
Le nom correct complet (avec auteur) de ce taxon est Odontellaceae P.A.Sims, D.M.Williams & M.P.Ashworth, 2018.

## Publication originale
- (en) Pat A. Sims, David M. Williams et Matt Ashworth, « Examination of type specimens for the genera Odontella and Zygoceros (Bacillariophyceae) with evidence for the new family Odontellaceae and a description of three new genera », Phytotaxa, Magnolia Press (d), vol. 382, no 1,‎ 10 décembre 2018, p. 1–56 (ISSN 1179-3155 et 1179-3163, OCLC 465307755, DOI 10.11646/PHYTOTAXA.382.1.1).